# The Hurdy Gurdy Man
| 평가 점수                     | 평가 점수 |
| 출처                          | 점수      |
| ----------------------------- | --------- |
| Allmusic                      | 2.5/별    |
| Allmusic (2005년 재발행)      | 4/별      |
| Trax Magazine                 | 4/별      |
| Encyclopedia of Popular Music | [ 1 ]     |

《The Hurdy Gurdy Man》은 스코틀랜드의 싱어송라이터 도노반이 작곡한 여섯 번째 스튜디오 음반 (전체 일곱 번째)이다. 이 음반은 1968년 10월, 미국에서 발매되었지만 (에픽 레코드), 《Sunshine Superman》과 《Mellow Yellow》을 막는 계속되는 계약상 분쟁 때문에 영국에서는 발매되지 않았다. 그럼에도 불구하고, 이 음반의 리드 시트는 두 나라 모두에서 발행되었다. 캐나다에서 이 음반은 19위에 올랐다.

## 배경
도노반은 《A Gift from a Flower to a Garden》을 형성할 노래를 녹음한 지 얼마 되지 않은 1967년 말에 《The Hurdy Gurdy Man》을 많이 쓰고 녹음했다. 나머지 《The Hurdy Gurdy Man》은 1968년 4월, 마하리시 마헤쉬 요기 휘하의 초월명상을 공부하기 위해 인도의 리시케시를 방문한 후 녹음되었다. 존 레논, 신시아 레논, 조지 해리슨, 패티 보이드, 폴 매카트니, 제인 애셔, 링고 스타, 미아 패로, 프러던스 패로우, 마이크 러브도 그곳에 있었다. 해리슨은 이들이 인도에 있을 때 〈Hurdy Gurdy Man〉의 한 구절을 썼지만, 싱글을 위해 지나치게 긴 곡이 아니라는 것을 확인하기 위해 스튜디오 버전에서 잘라낸 것이다. 1973년 라이브 음반 《Live in Japan: Spring Tour 1973》과 1990년 라이브 음반 《Rising》에서 도노반은 이 이야기를 설명하고 이전에 생략된 시를 노래한다. 해리슨이 쓴 〈Hurdy Gurdy Man〉의 마지막 구절은 다음과 같다: "When the truth gets buried deep / Beneath a thousand years of sleep / Time demands a turn around / And once again the truth is found(진실이 깊이 묻힐 때 / 천 년의 수면 아래 / 시간은 한 바퀴를 돌게 한다 /그리고 다시 한 번 진실은 발견된다)".

## 곡 목록
모든 곡들은 도노반 리치에 의해 작사/작곡하였다.
| #  | 제목                               | 재생 시간 |
| -- | ---------------------------------- | --------- |
| 1. | 〈Hurdy Gurdy Man〉                | 3:13      |
| 2. | 〈Peregrine〉                      | 3:34      |
| 3. | 〈The Entertaining of a Shy Girl〉 | 1:39      |
| 4. | 〈As I Recall It〉                 | 2:06      |
| 5. | 〈Get Thy Bearings〉               | 2:47      |
| 6. | 〈Hi It's Been a Long Time〉       | 2:32      |
| 7. | 〈West Indian Lady〉               | 2:15      |

| #  | 제목                               | 재생 시간 |
| -- | ---------------------------------- | --------- |
| 1. | 〈Jennifer Juniper〉               | 2:40      |
| 2. | 〈The River Song〉                 | 2:14      |
| 3. | 〈Tangier〉                        | 4:10      |
| 4. | 〈A Sunny Day〉                    | 1:52      |
| 5. | 〈The Sun is a Very Magic Fellow〉 | 3:31      |
| 6. | 〈Teas〉                           | 2:29      |